# Spino d'Adda
Spino d'Adda (Spì in dialetto cremasco) è un comune italiano di 7 018 abitanti della provincia di Cremona in Lombardia.
Il paese si trova a 19 km da Milano, 55 km da Cremona e 10 km da Lodi, città quest'ultima cui Spino fu sempre legata ecclesiasticamente, e politicamente fino al 1860, anno in cui fu spostata nell'attuale provincia dal costituendo governo italiano.

## Storia

### Simboli
Lo stemma e il gonfalone del comune sono stati concessi con decreto del presidente della Repubblica del 17 giugno 2009.
Il gonfalone è un drappo di giallo con la bordatura di azzurro.

## Monumenti e luoghi d'interesse
- Villa Casati Zineroni Dell'Orto
- Chiesa di San Giacomo Apostolo
- Santuario della Madonna del Bosco (Spino d'Adda)

## Società

### Evoluzione demografica
Abitanti censiti

### Etnie e minoranze straniere
Al 31 dicembre 2020 i cittadini stranieri sono 784. Le comunità nazionali numericamente significative sono
1. Romania: 246
2. Egitto: 84
3. Albania: 82
4. Perù: 48
5. Marocco: 33
6. Senegal: 32
7. India: 27
8. Brasile: 27
9. Bulgaria: 23
10. Tunisia: 21

## Geografia antropica
Secondo l'ISTAT, il territorio comunale il centro abitato di Spino d'Adda e i nuclei abitati di Erbatico, Fornace, Fracchia-Fracina, Gamello e Resega.

## Infrastrutture e trasporti

### Strade
Il territorio è attraversato dalle seguenti strade provinciali:
- CR SP ex SS 415 "Paullese"
- CR SP 1 Rivolta d'Adda-Boffalora d'Adda
- CR SP 91 Pandino-Bisnate

## Amministrazione
Elenco dei sindaci dal 1988 ad oggi.
| Periodo | Periodo   | Primo cittadino         | Partito                         | Carica  | Note   |
| ------- | --------- | ----------------------- | ------------------------------- | ------- | ------ |
| 1988    | 1990      | Lanfranco Colombi       | Partito Comunista Italiano      | sindaco | [ 11 ] |
| 1990    | 1993      | Luciano Ziccardi        | Partito Comunista Italiano      | sindaco |        |
| 1993    | 2001      | Pierluigi Tamagni       | lista civica di centro-sinistra | sindaco |        |
| 2001    | 2006      | Luigi Gandelli          | lista civica di centro-destra   | sindaco |        |
| 2006    | 2011      | Costantino Rancati      | lista civica                    | sindaco |        |
| 2011    | 2016      | Paolo Daniele Riccaboni | lista civica di centro-destra   | sindaco |        |
| 2016    | 2021      | Luigi Poli              | lista civica                    | sindaco |        |
| 2021    | in carica | Enzo Galbiati           | lista civica                    | sindaco |        |